# New romantic

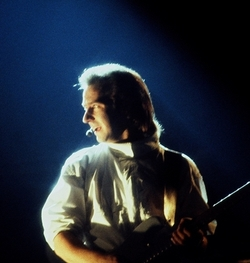
Midge Ure (Ultravox/Visage)

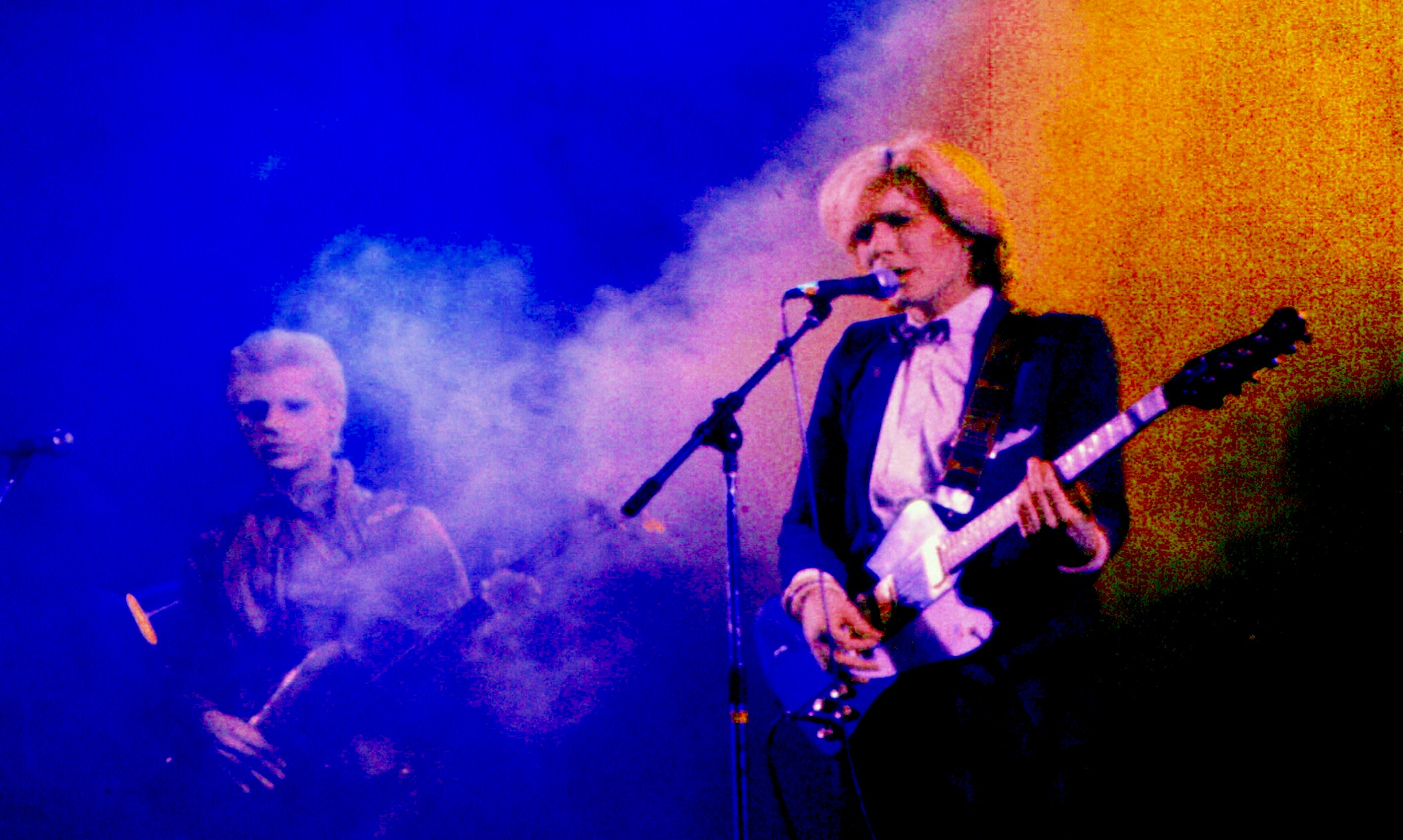
Japan, här Mick Karn och David Sylvian, associeras ofta med New romantic men var inte del av den ursprungliga rörelsen.

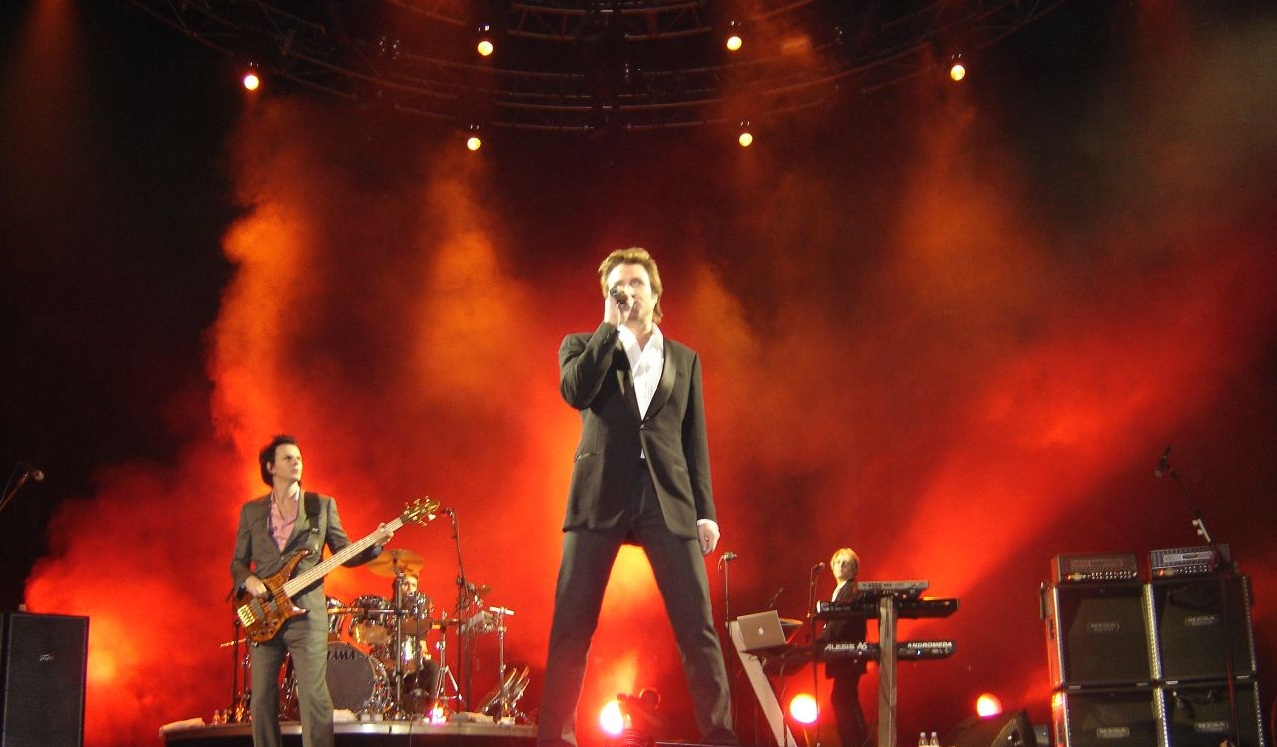
Duran Duran är ett av de få band som haft en framgångsrik karriär långt efter storhetstiden för New Romantic under 1980-talets första hälft.

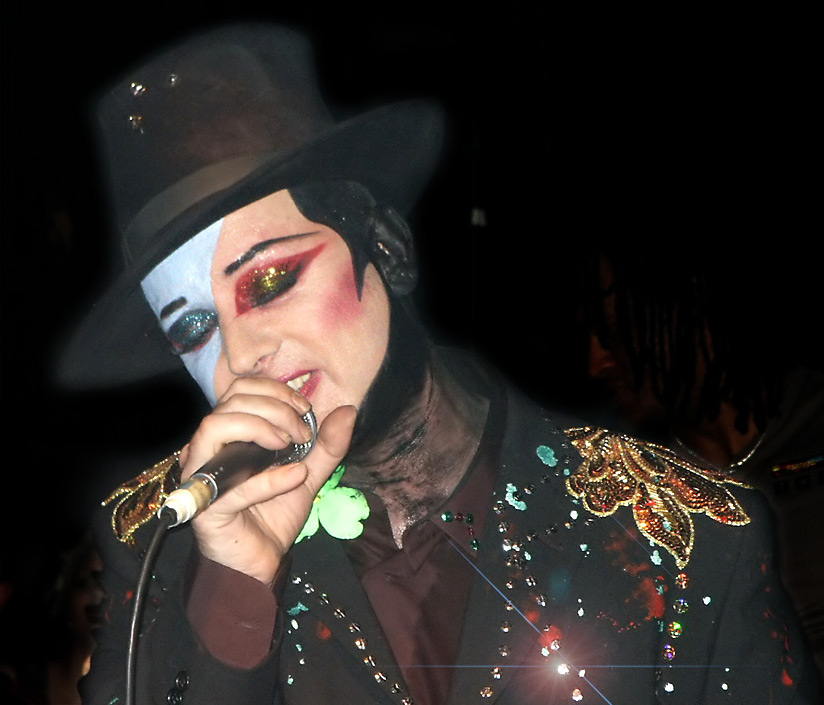
Boy George (Culture Club) var en av de som var med och skapade New Romantic-modet i början av 1980-talet.

New Romantic kallades en mode- och musikströmning som uppstod i Storbritannien i början på 1980-talet som en reaktion mot punk. Musiken var synt-baserad pop och hämtade inspiration från David Bowie och Roxy Music. Utseendet var minst lika viktigt som musiken och ledde till kritik som hävdade att musiken var ytlig, alltför lättsmält och inte särskilt allvarligt menad.

## Historik
New romantic skapades som en undergroundrörelse i slutet av 1970-talet på klubben The Blitz i London som drevs av Steve Strange. Efter ett tag började brittisk media uppmärksamma rörelsen och deltagarna kallades till en början för The Blitz Kids. Beteckningen New romantic skapades i september 1980 i musiktidningen Sounds.
New romantic definierades först av Spandau Ballet som fick en hitlåt med To Cut a Long Story Short. Innan dess hade rörelsen också fått viss publicitet genom David Bowie som efter att ha besökt The Blitz anlitade fyra av klubbesökarna att medverka i musikvideon till låten Ashes to Ashes, vilken 1980 gick upp på engelska singellistans första plats. 1981 blev det stora genombrottet för new romantic med band som Visage, Ultravox och Duran Duran.
Det typiska new romantic-modet präglades av ett androgynt utseende med mycket smink, fantasifulla frisyrer och kläder inspirerade av romantiken, exemplifierat av till exempel Steve Strange från Visage och Boy George från Culture Club. Den ursprungliga rörelsens modeinriktade estetik innebar att stort fokus ofta låg på klubbesökarnas spektakulära utseende.
Steve Strange sade om rörelsen som han var med att skapa: "Det handlade om att visa din kreativa sida, och att visa att du lagt ned tid och ansträngning på din skapelse. Det handlade om klassisk stil och att vara skandalös, men gjort med ett inslag av smak."
Musikaliskt formades new romantic av influenser från David Bowie, Kraftwerk, Giorgio Moroder, syntbaserad europeisk disco, glamrock och no wave. Till en början var det en exklusiv rörelse koncentrerad till London-klubbarna Billy's och The Blitz men har senare, ofta felaktigt, kommit att associeras med en lång rad syntbaserade och moderiktiga artister som egentligen inte alls hade något med new romantic-rörelsen att göra.
New romantic har ibland kritiserats för att vara ytlig, men Midge Ure menar att new romantic var mer än bara en moderörelse: "Varje årtionde, varje genre, har sitt hjärta, och The Blitz var det bultande hjärtat för den nya elektroniska dansmusiken under det tidiga 1980-talet. På samma sätt som The Cavern var det på 1960-talet för The Beatles och The Mersey Sound eller Hacienda-klubben var för musiken i Manchester på 1990-talet. Det var språngbrädan för en stor och varierad talang som kom fram ur det stället."

## Typiska New Romantic-band
- Classix Nouveaux
- Culture Club
- Duran Duran
- Spandau Ballet
- Ultravox
- Visage

## Andra band som associerats med New Romantic
- A Flock of Seagulls
- ABC
- Adam & the Ants
- Alphaville
- Après Demain
- Associates
- Blancmange
- Bow Wow Wow
- Dead or Alive
- Eurythmics
- Heaven 17
- The Human League
- Japan
- Kajagoogoo
- Modern English
- Naked Eyes
- Orchestral Manoeuvres in the Dark
- Organ
- Payolas
- Simple Minds
- Soft Cell
- Spoons
- Strange Advance
- Talk Talk
- Tears For Fears
- Vennaskond

## New Romantic i Sverige

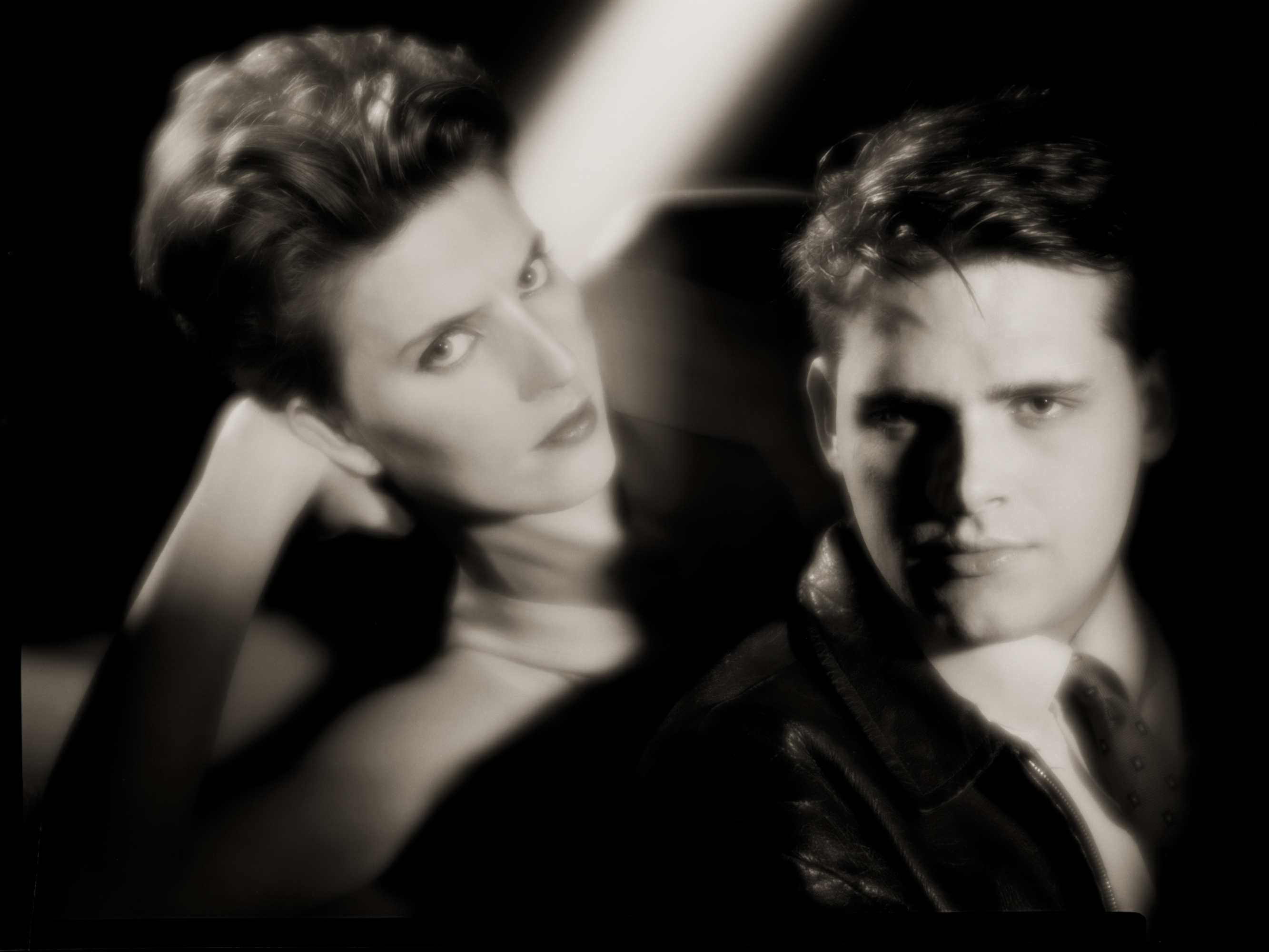
Mockba Music

Lustans Lakejer, Mockba Music och Strasse var några svenska grupper som influerades av New romantic.